# Aketegi erpina

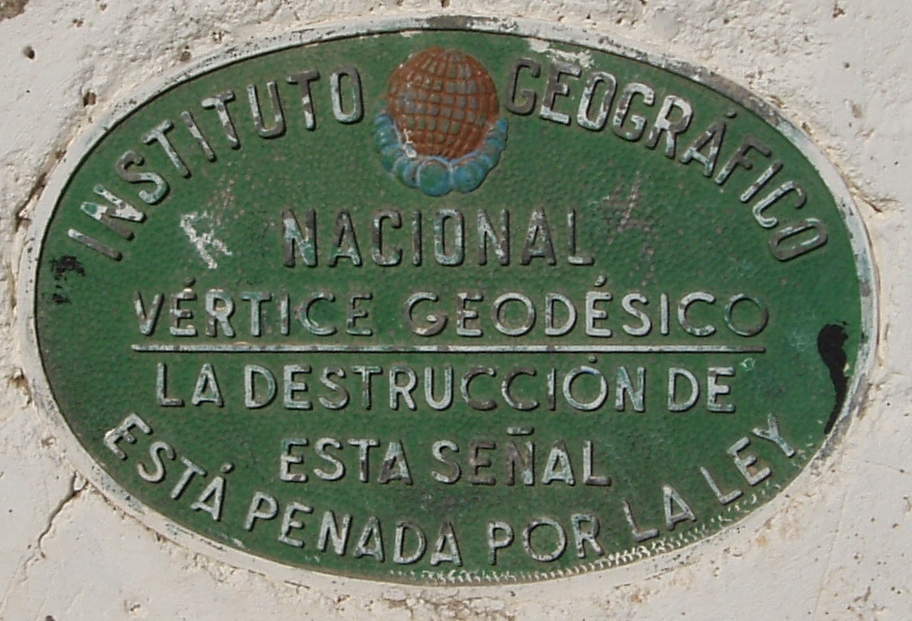
Plaque signalant le sommet géodésique.

Ne pas confondre avec le mont Aketegi.
L'Aketegi erpina est une montagne de 1 548 mètres d'altitude dans le massif d'Aizkorri, dans les Montagnes basques, à cent mètres du sommet principal Aketegi qui culmine à 1 551 mètres. Elle est située dans la province du Guipuscoa, au Pays basque (Espagne). C'est aussi un lieu de la mythologie basque.

## Géographie
Comme le reste du massif, Aketegi erpina est formé de roches calcaires qui ressurgissent fortement. Au pied du mont, se trouvent les champs d'Urbia et le sanctuaire d'Arantzazu. Sur le versant nord, se trouve le mont Goierri. Depuis le sommet d'Aketegi, on aperçoit le village de Zegama en premier lieu ainsi que les voies du chemin de fer Irun-Madrid.
La ligne de crête entre l'Aloña et l'Aitzkorri est nommée le pas de Biozkornia, qui est aussi connu sous le nom de Hamabi Apostoluak (« les Douze Apôtres » en basque).
À l'est du mont, se trouve le corridor de Kanal Aundi (« grand canal » en basque) qui le sépare du reste des autres sommets. Ce corridor est aussi le chemin qui permet de l'atteindre. Au nord se trouve la demeure de Mari. Au sommet, on peut apercevoir Anboto à l'ouest. Il y a aussi un point de repère géodésique de premier ordre.

## Mythologie basque
Les demeures attribuées à Mari sont diverses, toutes situées dans les cavernes des hautes montagnes, dont Anboto, Aketegi, Txindoki (dans le massif d'Aralar), etc.
La grotte qui se trouve dans sa face nord constituerait une demeure de Mari. Selon les dires, la déesse a une habitation à Aiztkorri et plus précisément à Aketegi. La légende de Zegama raconte que Mari vient dans cette maison tous les 6 ans et y reste durant trois années. On raconte que dans cette grotte, Mari, a des lits d'or pur et il y a généralement une odeur enivrante de pain récemment cuit qui recouvre toute la zone.
On prétend que si quelqu'un l'appelle en disant trois fois "Aketigiko Dama !" (Dame d'Aketigi en basque), elle vient se placer au-dessus de sa tête. On dit également qu'à Aketegi, Mari fait la lessive les mercredis et cuit le pain les vendredis. Quand elle est occupée à ses tâches, un petit nuage blanc fait son apparition au-dessus de la grotte.

## Ascensions

### Itinéraires
Les itinéraires sont nombreux pour l'ascension de cette montagne, et presque les mêmes que pour monter sur le mont d'Aizkorri.

#### Depuis le col de Otzaurte
Depuis le col d'Otzaurte à 671 m d'altitude, il faut prendre une piste qui se dirige vers la crête de Beunda où se trouve une bergerie et une aire de loisir. En traversant la pente sud de l'Añabasolo, par la droite, on arrive à Aldaola (832 m). Sur les crêtes d'Añabaso, en direction du mont d'Aitzkorri, nous atteignons à 1 008 m le passage de San Adrián. Ce passage est en fait un tunnel naturel avec dans son sein un petit ermitage nommé lui aussi San Adrián. Nous suivons vers la source de Lizarrate mais avant d'arriver, nous dévions vers la droite pour commencer l'ascension du sommet d'Aitzkorri, tout en passant à côté du petit tumulus de San Adrián. L'ascension se fait dans une forêt de hêtres avant une forte pente. Ce parcours est appelé le « calvaire », bien que son nom original soit mandobide (« chemin du mulet » en basque).
Il y a une variante qui part de l'ermitage du Sancti Spiritus, à 969 m d'altitude. Elle se trouve avant d'arriver au tunnel de San Adrián. Nous suivons la ligne de crête, vers l'ouest, jusqu'à passer Kanal Aundi, puis on monte jusqu'au sommet d'Aketegi et ensuite d'Aitxuri.

#### Depuis Arantzazu
Une fois que nous nous trouvons au sanctuaire d'Arantzazu (731 m), on monte à Urbia par large chemin. L'entrée aux terrains d'Urbia s'effectue par le col d'Elorrola (1 161 m). On y trouve les peñas de Zabalaitz (1 262 m) à droite et d'Enaitz (1 291 m) à gauche. On suit le sentier, puis on arrive à l'ermitage, situé avant l'auberge de repos touristique. La ligne de crête est ouverte sur des terres pastorales. On peut monter par son côté ouest, en direction du dolmen d'Aizkorritxo.

#### Depuis Zegama
En partant de Zegama (296 m), nous montons à la gare de chemin de fer et de là nous prenons le chemin vers le col d'Intzuzaeta. Par la gauche, en suivant la route d'Andreaitz, nous accédons à la crête. Quand nous arriverons au pas d'Andreaitz (1 324 m), nous allons vers les champs d'Urbia et tournons à gauche, en faisant le tour du sommet d'Andreaitz (1 434 m). Nous arrivons au col de Lugaitze, d'où nous commençons le parcours par la ligne de crête jusqu'au sommet de l'Aitxuri.

#### Depuis Araia
Pour monter depuis Araia, on suit la route de l'Aratz pour ensuite dévier vers le passage de San Adrián. De là, il faut monter vers l'Aitzgorri. Pour cela nous nous dirigeons vers ce qui reste de l'ancienne fonderie Ajuria et prenons un chemin à gauche (la colline des wagonnets). Elle monte jusqu'aux carrières du rocher de San Miguel et depuis là, en faisant le tour des carrières, nous montons à la source d'Iturriotz (1 050 m) pour gagner la clairière où on trouve la cabane d'Azkosaroi. Nous laissons ici le sentier qui va à l'Aratz pour nous diriger vers le tunnel de San Adrián et l'Aitzgorri. En suivant la ligne de crête, après avoir passé Kanal Aundi, nous arrivons à l'Aketegi.

### Temps d'accès
- Arantzazu (2 h 30 min)
- Otzaurte (3 h 30 min)
- Zegama (3 h)